# 在台ベトナム人
在台ベトナム人（ベトナム語：Người Việt tại Đài Loan、台湾中国語：在台越南人）またはベトナム系台湾人（ベトナム語：Người Đài Loan gốc Việt、台湾中国語：越南裔台灣人）は、台湾に住むベトナム人のことである。広義にはベトナム戦争後の難民や出稼ぎ労働者、配偶者として台湾へ定住する人々を指す。
2018年（民国107年）現在で在台外国人は約76万人のうち、在台ベトナム人は約22万人と30%を占める（民国108年の台湾の内政部統計処調べ）。
出身地では出稼ぎ労働者が主に北ベトナム出身者が多いのに対し、配偶者では主に南ベトナム女性の出身者が多い。

## ベトナム人配偶者（「新移民」）
台湾の農村地域ではきつい農業を継ぐ労働者が不足しているうえ、伝統的な家族経営の農家に嫁ぐ女性が減少しており、農村出身者の配偶者問題が不足している。そのため、婚姻仲介業者が「越南姑娘」（Yuè Nán Gū Niáng、ベトナム人女性のこと）を農村地域に紹介する場合が多く、婚姻によって台湾に定住するベトナム人が増加する要因となっている。同時に、こうした婚姻仲介業者が雑誌や有線テレビ放送などにおいて盛んに広告を流していることに対し、批判的な声もある。また、台湾人配偶者の側でも生理的欲求や祖先崇拝の維持や父母の扶養といった目的でベトナム人と結婚を望む傾向があり、後に家庭内暴力を含む家庭問題が生じる場合がある。
台湾では、原住民と呼ばれる先住民族や客家や国共内戦時に来台した人々を含め、様々なエスニシティが共存しているが、戦後の東南アジアからの流入は現在でも急速に増加しており、台湾社会の民族的多様性が進む一因となっている。

## 在台ベトナム人を取り巻く諸問題
在台ベトナム人の中には、新しい環境と文化に馴染めず社会的貧困から抜け出せない者が多い。婚姻で来台したベトナム人は大部分が中学校以下の学歴であり、中国語と台湾語も不自由であるため、婚姻先でのコミュニケーションに不自由することも多い。伝統的な農村社会では祖先崇拝行事などの文化的行事に加え、家事や子育てのほか、農作業などにおける労働力として期待されることもあり、生活に適応できないベトナム人も多い。

## 著名な人物
- グエン・ヴァン・フン - 台湾に亡命した人権活動家
- グエン・キム・ホン - 映画監督